# Ayakashi Triangle
Ayakashi Triangle (あやかしトライアングル?, Ayakashi Toraianguru), talvolta abbreviato in AyaTri (あやトラ?, Ayatora), è un manga scritto e disegnato da Kentarō Yabuki. È stato pubblicato sulla rivista Weekly Shōnen Jump di Shūeisha da 15 giugno 2020 al 25 aprile 2022. A partire dal 25 aprile 2022, la serie ha cessato la serializzazione cartacea e ha proseguito sul servizio online Shonen Jump+ fino alla sua conclusione avvenuta il 25 settembre 2023. Un adattamento anime, prodotto dallo studio Connect, è stato trasmesso dal 9 gennaio al 25 settembre 2023.

## Trama
Ayakashi Triangle si focalizza sulle vicende del ninja esorcista Matsuri Kazamaki, spesso intento a difendere la sua amica d'infanzia medium Suzu Kanade dagli spiriti maligni chiamati Ayakashi. Tuttavia, durante una battaglia per salvare la vita della ragazza, il protagonista cambia improvvisamente sesso dopo esser stato maledetto da Shirogane, il re degli Ayakashi. Con l'aiuto di Suzu, Matsuri deve abituarsi alla sua nuova forma femminile finché non riuscirà a trovare il modo di tornare un maschio e si ritrova ad avere a che fare con diversi ayakashi sia maligni che positivi, mentre i sentimenti provati dai due giovani nei confronti dell'altro iniziano gradualmente a crescere.

## Media

### Manga
Scritto e disegnato da Kentarō Yabuki, Ayakashi Triangle fu annunciato sul ventisettesimo numero del settimanale Weekly Shōnen Jump di Shūeisha l'8 giugno 2020. Il manga iniziò la propria serializzazione sul numero seguente della medesima rivista, uscito il 15 giugno 2020. I suoi capitoli sono stati raccolti e pubblicati da Shūeisha in 16 volumi tankōbon dal 2 ottobre 2020 al 4 dicembre 2023. A partire dal 25 aprile 2022 la serie ha cessato la serializzazione cartacea e ha proseguito sul servizio online Shonen Jump+ fino alla sua conclusione avvenuta il 25 settembre 2023. Ayakashi Triangle viene pubblicato anche in versione digitale da Viz Media sul proprio sito Shonen Jump. Shūeisha ne pubblica un'ulteriore versione digitale a disponibilità limitata in inglese e spagnolo sull'app gratuita Manga Plus, parallelamente alla pubblicazione su rivista. In Italia la serie è stata annunciata a luglio 2021 da Star Comics che la pubblica dal 30 novembre 2022 nella collana Dragon.

#### Lista volumi
| 1  | 2 ottobre 2020 | ISBN 978-4-08-882505-2 | 30 novembre 2022  | ISBN 978-88-226-3662-1 |
| 1  | Capitoli - 1. Matsuri, Suzu e l'ayakashi (祭里とすずと妖?, Matsuri to Suzu to ayakashi) - 2. Un'amica femmina (オンナトモダチ?, Onna tomodachi) - 3. Non posso accettarlo (私はそれを受け入れることができません?, Watashi wa sore o ukeireru koto ga dekimasen) - 4. Quando eri bambino (あなたが若い時?, Anata ga wakai toki) - 5. Il ninja esorcista veloce come un dio (神速の祓忍?, Shinsoku no harainin) - 6. Kacho Fugetsu (花鳥風月?, Kachofugetsu, lett. "Fiore-uccelli-vento-luna") - 7. La malinconia dell'ayakashi medium (妖巫女の憂鬱?, Ayakashi miko no yūutsu) - Extra. Le mutande di Matsuri (祭里のパンツ?, Matsuri no Pantsu) |                        |                   |                        |
| 2  | 4 dicembre 2020 | ISBN 978-4-08-882516-8 | 30 novembre 2022  | ISBN 978-88-226-3737-6 |
| 2  | Capitoli - 8. Omokage (オモカゲ?, Omokage) - 9. Un rapporto speciale (トクベツな関係?, Tokubetsu na kankei) - 10. Chi riesce a vedere e chi no (視える、視えない?, Mieru, mienai) - 11. La forma dello spirito (精神の話?, Seishin no hanashi) - 12. Garaku Utagawa (歌川画楽?, Utagawa Garaku) - 13. Presagio del risveglio (覚醒の兆し?, Kakusei no kizashi) - 14. Dentro Matsuri (まつりの中?, Matsuri no naka) - 15. La bottega degli strumenti per ninja esorcisti (エクソシスト忍者道具屋?, Ekusoshisuto ninja dōgu-ya) - 16. Il primo (初めてのひと?, Hajimete no hito) - Extra. Ogni cosa dovrebbe avere una Matsuri-chan (一家に一台 祭里ちゃん?, ikka ni ichi Matsuri-chan)                                                                                     |                        |                   |                        |
| 3  | 4 marzo 2021 | ISBN 978-4-08-882582-3 | 1º marzo 2023     | ISBN 978-88-226-3851-9 |
| 3  | Capitoli - 17. Un ragazzo seducente (誘う少年?, Izanau shōnen) - 18. Il jinyo Sosuke Hinojiki (人妖・日喰想介?, Jin'yō Hinojiki Sōsuke) - 19. Matsuri VS. il jinyo e poi... (祭里VS人妖 そして...?, Matsuri tai jin'yō, soshite...) - 20. I pensieri di Shirogane (シロガネの想い?, Shirogane no omoi) - 21. Lo spirito dell'armonia (調和の心?, Chōwa no kokoro) - 22. Il dono del "Tutto scorre" (流転の賜物?, Ruten no tamamono) - 23. Suzu Kanade, il re degli ayakashi (妖の王、花奏すず?, Ayakashi no ō, Kanade Suzu) - 24. L'oggetto smarrito dell'ayakashi (妖の落しもの?, Ayakashi no otoshimono) - 25. Il padre del ninja veloce come un dio (神速の親父?, Shinsoku no oyaji) - Extra. Go! Pirati ayakashi! (GO! あやかし海賊団!!?, GO! Ayakashi kaizoku-dan!!) |                        |                   |                        |
| 4  | 4 giugno 2021 | ISBN 978-4-08-882682-0 | 31 maggio 2023    | ISBN 978-88-226-4062-8 |
| 4  | Capitoli - 26. Un incontro con "lui"? ("彼"との遭遇??, 'Kare' to no sōgū?) - 27. L'incenso esorcizzante (祓香?, Haraikō) - 28. La cosa nostalgica (ノスタルジック・ホーム?, Nosutarujikku Hōmu) - 29. Il pianto del precedente re degli ayakashi (元・妖の王の嘆き?, Moto ayakashi no ō no nageki) - 30. Seguire Garaku! (画楽を追え！?, Garaku o oe!) - 31. Chirizuka Kaio (塵塚怪王?, Chirizuka Kaiō) - 32. Mei Hirasaka (比良坂命依?, Hirasaka Mei) - 33. Matsuri perplesso (困惑の祭里?, Konwaku no Matsuri) - 34. Origami (折神?, Origami) |                        |                   |                        |
| 5  | 4 agosto 2021 | ISBN 978-4-08-882732-2 | 6 settembre 2023  | ISBN 978-88-226-4239-4 |
| 5  | Capitoli - 35. Soga e la senpai Korogi (宋牙くんと香炉木先輩?, Sōga-kun to Kōrogi-senpai) - 36. La misteriosa fanciulla delle nevi (謎の雪娘?, Nazo no yuki musume) - 37. Il piano per catturare Roc̄ka (ラチカ捕獲作戦?, Rachika hokaku sakusen) - 38. Sneguroc̄ka e Ungaikyo (スネグーラチカと雲外鏡?, Sunegūrachika to Ungaikyō) - 39. Roc̄ka fuori controllo (ラチカ暴走?, Rachika bōsō) - 40. Il raffreddore di Shirogane (シロガネの風邪?, Shirogane no kaze) - 41. L'ombelico di Suzu (すずのおへそ?, Suzu no oheso) - 42. La professoressa Ibuki (いぶき先生?, Ibuki sensei) - 43. Madre e figlia sole solette (母娘水入らず?, Oyako mizuirazu) |                        |                   |                        |
| 6  | 4 ottobre 2021 | ISBN 978-4-08-882790-2 | 9 gennaio 2024    | ISBN 978-88-226-4436-7 |
| 6  | Capitoli - 44. L'allenamento di Matsuri (祭里の行?, Matsuri sato no gyō) - 45. La determinazione di Suzu (すずの決意?, Suzu no ketsui) - 46. La rovente città di Omiko (灼熱の小美呼市?, Shakunetsu no Omiko-shi) - 47. Missione congiunta (共同忍務?, Kyōdō Misshon) - 48. Il dio della siccità e le ragazze (日照り神と乙女たち?, Hiderigami to otome-tachi) - 49. La pioggia e una telefonata (雨と電話?, Ame to denwa) - 50. Ded e la formula magica (ジェドとおまじない?, Jedo to omajinai) - 51. L'ho visto (視えちゃった?, Miechatta) - 52. Matsuri e Suzu VS. Kubire-oni (祭里・すずVS縊鬼?, Matsuri Suzu Bāsasu Kubire Oni) |                        |                   |                        |
| 7  | 4 gennaio 2022 | ISBN 978-4-08-882881-7 | 5 marzo 2024      | ISBN 978-88-226-4563-0 |
| 7  | Capitoli - 53. L'invito di Suzu (すずのお誘い?, Suzu no osasoi) - 54. Contatto (ふれあい?, Fureai) - 55. Un incontro pericoloso (アブナイ出会い?, Abunai deai) - 56. L'ayakashi dell'ayakashi medium (〝妖巫女〞の妖?, "Ayakashi miko" no ayakashi) - 57. Vita presente e vita passata si mescolano (交わる前世と現世?, Majiwaru zense to gense) - 58. Alone vitale (命光輪?, Meikōrin) - 59. Ayakashi medium VS. Matoi Kazamaki (妖巫女VS風巻纏?, Ayakashi miko Bāsasu Kazamaki Matoi) - 60. "Un'ultima volta" (「もう一度だけ…」?, "Mō ichido dake...") - 61. La responsabilità dell'ayakashi medium (妖巫女の責任?, Ayakashi miko no sekinin) |                        |                   |                        |
| 8  | 4 marzo 2022 | ISBN 978-4-08-883034-6 | 30 aprile 2024    | ISBN 978-88-226-4732-0 |
| 8  | Capitoli - 62. Tecnica pittorica maledetta (画呪術?, Ga jujutsu) - 63. La vendetta di Hinojiki (日喰リベンジ?, Hinojiki Ribenji) - 64. Voglio salvarti (君を助けたい?, Kimi o tasuketai) - 65. Il dolore della battaglia (戦いの痛み?, Tatakai no itami) - 66. La "tempesta corporea" di Matsuri (祭里〝嵐身〞?, Matsuri "ranshin") - 67. "Bentornato" (おかえり?, Okaeri) - 68. Aaah, mi piaci, mi piaci! (ああ、好き、好き、好き！?, Aa, suki, suki, suki!) - 69. Più che amici...? (トモダチ以上…？?, Tomodachi ijō...?) - 70. Facciamo irruzione! (突入せよ！！?, Totsunyū seyo!!) |                        |                   |                        |
| 9  | 3 giugno 2022 | ISBN 978-4-08-883148-0 | 25 giugno 2024    | ISBN 978-88-226-4969-0 |
| 9  | Capitoli - 71. Sleale (ずるい?, Zurui) - 72. Stratagemmi bagnati (濡れた駆け引き?, Nureta kakehiki) - 73. Zittite quel pettegolezzo! (ウワサを吹き飛ばせ！?, Uwasa o fukitobase!) - 74. Lucy detective dell'ignoto (prima parte) (未確認探偵ルーシー（前編）?, Mikakunin tantei Rūshī (zenpen)) - 75. Lucy detective dell'ignoto (seconda parte) (未確認探偵ルーシー（後編）?, Mikakunin tantei Rūshī (kōhen)) - 76. La manipolazione del vapore (操心蒸気?, Sōshin jōki) - 77. Il fagiolo e la fanciulla (豆と乙女?, Mame to otome) - 78. Febbre di Matsuri (マツリ熱?, Matsuri netsu) - 79. Labbrina (ビル子?, Biruko) - Bonus. Gradite una Roĉka rinfrescante? |                        |                   |                        |
| 10 | 2 settembre 2022 | ISBN 978-4-08-883250-0 | 10 settembre 2024 | ISBN 978-88-226-5061-0 |
| 10 | Capitoli - 80. Quell'uomo, Masurao! (その男、益荒男！！?, Sono otoko, Masurao!!) - 81. Matsuri ha visto! (祭里は見た！！?, Matsuri wa mita!!) - 82. La voce dei ricordi (思い出の声?, Omoide no koe) - 83. Il regalo di Roc̄ka (ラチカのプレゼント?, Rachika no Purezento) - 84. Ninokuru - Tutto scorre, mutazione del sesso?! (ニノ曲・性醒流転！？?, Nino-kyoku-sei seiryū ten!?) - 85. Memorie di uno shuriken (手裏剣の思い出?, Shuriken no omoide) - 86. La crisi di Reo (恋緒のスランプ?, Ren'o no Suranpu) - 87. La sparizione di Suzu per mano degli spiriti (すずの神隠し?, Suzu no kamigakushi) - 88. Insostituibili (かけがえのないもの?, Kakegae no nai mono) - Bonus. Kototsu                                                                                |                        |                   |                        |
| 11 | 4 novembre 2022 | ISBN 978-4-08-883363-7 | 5 novembre 2024   | ISBN 978-88-226-5216-4 |
| 11 | Capitoli - 89. Brivido (ぶるぶる?, Buruburu) - 90. I sentimenti di un animo infantile (幼心の想い?, Osanagokoro no omoi) - 91. Kanade (かなで?, Kanade) - 92. Un motivo per aiutarti (助ける理由?, Tasukeru riyū) - 93. Quelli che amano l'ayakashi medium (妖巫女に恋した者たち?, Yōfu on'na ni koi shita-sha-tachi) - 94. L'incubo di Ritta? (律太の悪夢?, Ritsuto no akumu) - 95. Mostro interiore (内なる獣?, Uchinaru kemono) - 96. La tentazione di una ragazza più grande (歳上のお願い?, Toshiue no onegai) - 97. Le Kacho fugetsu in campeggio (花鳥風月キャンプ?, Kachō fūgetsu Kyanpu) |                        |                   |                        |
| 12 | 4 gennaio 2023 | ISBN 978-4-08-883440-5 | 21 gennaio 2025   | ISBN 978-88-226-5375-8 |
| 12 | Capitoli - 98. Matsuri VS. Lucy?! (祭里VSルーシー！？?, Matsuri VS Rūshī!?) - 99. Il Nurikabe del passo alpino (峠のぬりかべ?, Tōge no Nurikabe) - 100. L'Ungaikyo Une (雲外鏡 卯音?, Ungaikyo Une) - 101. "Miao" (にゃあ?, Nyaa) - 102. Ragazza-gatto alla riscossa (駆ける猫娘?, Kakeru nekomusume) - 103. L'imbarazzo di Kage-mei (カゲメイの困惑?, Kagemei no konwaku) - 104. La forcina dei ricordi (想い出の髪留め?, Omoide no kamitome) - 105. Shirogane innamorato?! (シロガネの恋!??, Shirogane no koi!?) - 106. L'addestramento di Haya (刃夜の修行?, Haya no shugyō) |                        |                   |                        |
| 13 | 3 marzo 2023 | ISBN 978-4-08-883514-3 | 4 marzo 2025      | ISBN 978-88-226-5536-3 |
| 13 | Capitoli - 107. Annullamento della tecnica "Tutto scorre, mutazione del sesso"?! (性惺流転・解除！？?, Sei senryūten kaijo!?) - 108. Kanade e Shirogane (かなでとシロガネ?, Kanade to Shirogane) - 109. La polvere dell'amore (愛粉?, Rabu Paudā) - 110. Yayoi e il senpai Ninokuru (弥生とニノ曲先輩?, Yayoi to Ninokuru senpai) - 111. Gli ayakashi della luna (月の妖?, Tsuki no ayakashi) - 112. Strumento ayakashi "Zucca rossa" (妖具・紅葫蘆?, Ayakashi gu kurenai hōrō) - 113. Reo VS. Donpa (恋緒VSドンパ?, Reo VS Donpa) - 114. C'è sempre vita nella morte (死中に活あり?, Shichū ni katsu ari) - 115. Gogyosen (五行仙?, Gogyōsen) |                        |                   |                        |
| 14 | 2 giugno 2023 | ISBN 978-4-08-883545-7 | 13 maggio 2025    | ISBN 978-88-226-5637-7 |
| 14 | Capitoli - 116. La vera natura dell'ayakashi medium (妖巫女の正体?, Ayakashi miko no shōtai) - 117. L'obiettivo della contaminazione (穢れの行?, Kegare no gyō) - 118. Due Matsuri (2人の祭里?, Futari no Matsuri) - 119. Un falso? (ニセモノ？?, Nisemono?) - 120. Cosa si nasconde nella villa (屋敷に潜むもの?, Yashiki ni hisomu mono) - 121. I sentimenti di Hinojiki (日喰の想い?, Hinojiki no omoi) - 122. Divoratore di calamlità (捐嗆?, Magabami) - 123. Matsuri VS. Matsuri?! (祭里VS祭里?, Matsuri Bāsasu Matsuri) - 124. La distanza con Suzu (すずとの距離?, Suzu to no kyori) |                        |                   |                        |
| 15 | 4 settembre 2023 | ISBN 978-4-08-883712-3 | 26 agosto 2025    | ISBN 978-88-226-5770-1 |
| 15 | Capitoli - 125. (カゲメイの期待?, Kage Mei no kitai) - 126. (男の色気?, Otoko no iroke) - 127. (神殺しの呪い?, Kamigoroshi no noroi) - 128. (五行仙のうぶこの作戦?, Gogyōsen no ubu kono sakusen) - 129. (アクアリウム・デート?, Akuariumu Dēto) - 130. (祭里のブラとすすの決意?, Matsuri no bura to Suzu no ketsui) - 131. (愛の牢獄?, Rabu Purishon) - 132. (花奏すずの猛攻?, Kanade Suzu no mōkō) - 133. (恐るべきビル子?, Osorubeki biruko) - 134. (愛の攻防?, Ai no kōbō) |                        |                   |                        |
| 16 | 4 dicembre 2023 | ISBN 978-4-08-883802-1 | —                 | —                      |
| 16 | Capitoli - 135. (己を祓う覚悟?, Onore o harau kakugo) - 136. (すず、怒る?, Suzu ikaru) - 137. (歌川画楽 VS 五行仙?, Utagawa Garaku VS Gogyō Sen) - 138. (宝物?, Takaramono) - 139. (真・妖巫女?, Ma ayakashi miko) - 140. (妖巫女の"剣?, Ayakashi miko no tsurugi) - 141. (破廉恥の力?, Harenchi no chikara) - 142. (♡決着♡?, ♡Ketchaku♡) - 143. (再び、 流転のとき?, Futatabi, ruten no toki) - 144. (祭里とすずと大団円?, Matsuri to Suzu to daidan'en) |                        |                   |                        |

### Vomic
Un vomic (voice comic) adattante Ayakashi Triangle viene pubblicato dal 20 novembre 2020, con episodi caricati sul canale ufficiale YouTube di Jump Comics. Il vomic mostra immagini del manga apparire su schermo con doppiaggio, musiche ed effetti sonori ad accompagnarle. Oltre ad altri vari interpreti, nel cast figurano Hiromu Mineta e Yūki Kyōka nei panni di Matsuri Kazamaki (Mineta da voce alla versione maschile, mentre Kyōka alla controparte femminile), Saya Aizawa interpreta Suzu Kanade e sia Mitsuteru Nagato che Hikaru Fujikura che doppiano Shirogane (Nagato da voce a Shirogane nella sua forma felina, mentre Fujikura a quella da ayakashi).

### Anime

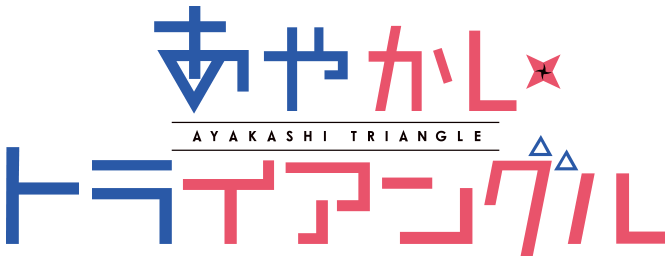
Logo della serie

Il numero doppio 3/4 del 2022 di Weekly Shōnen Jump, pubblicato il 20 dicembre 2021, ha reso noto che è in produzione una serie televisiva anime ispirata al fumetto. Nel giugno 2022 il sito ufficiale ha rivelato che la sua distribuzione era in programma per il 2023. La serie è animata dallo studio Connect e diretta da Noriaki Akitaya, con Kei Umabiki come assistente alla regia, la sceneggiatura scritta da Shogo Yasukawa, il character design curato da Hideki Furukawa e la colonna sonora composta da Rei Ishizuka. È stata trasmessa a partire dal 9 gennaio 2023. Le sigle sono rispettivamente Neppu wa ruten-suru (熱風は流転する?) di Philosophy no Dance (apertura) e Itowanai (厭わない?) di MIMiNARI feat. Miyu Tomita e Kana Ichinose. I diritti per la distribuzione al di fuori dell'Asia sono stati acquistati da Crunchyroll, che la pubblica in versione sottotitolata in vari Paesi del mondo, tra cui l'Italia.
Il 23 gennaio 2023 è stata annunciata l'interruzione della serie dall'episodio 5 in poi a causa della pandemia di COVID-19. Il 27 febbraio seguente è stato annunciato che gli episodi 5 e 6 sarebbero andati in onda rispettivamente il 6 e il 13 marzo, mentre l'episodio 7 e i seguenti verranno annunciati successivamente. Il 16 giugno 2023 il sito ufficiale dell'anime ha confermato che la serie sarebbe stata ritrasmessa a partire dal primo episodio dal 10 luglio 2023. La trasmissione si è conclusa il 25 settembre 2023.

#### Episodi
| Nº  | Titolo italiano Giapponese 「Kanji」 - Rōmaji                                      | In onda           | In onda |
| Nº  | Titolo italiano Giapponese 「Kanji」 - Rōmaji                                      | Giapponese        |         |
| 1   | Matsuri, Suzu e gli ayakashi 「祭里とすずと妖」 - Matsuri to Suzu to ayakashi      | 9 gennaio 2023    |         |
| 2   | Un'amica 「オンナトモダチ」 - Onna tomodachi                                       | 16 gennaio 2023   |         |
| 3   | Il ninja esorcista fulmineo 「神速の祓忍」 - Shinsoku no harainin                  | 23 gennaio 2023   |         |
| 4   | La malinconia della Miko degli Ayakashi 「妖巫女の憂鬱」 - Ayakashi Miko no yūutsu | 30 gennaio 2023   |         |
| 5   | Omokage 「オモカゲ」 - Omokage                                                     | 6 marzo 2023      |         |
| 6   | Visibile e invisibile 「視える、視えない」 - Mieru, mienai                         | 13 marzo 2023     |         |
| 6.5 | Special Recap 「第一話～第六話総集編」 - Daiichiwa ~ dai roku wa sōshūhen          | 20 marzo 2023     |         |
| 7   | Garaku Utagawa 「歌川画楽」 - Utagawa Garaku                                       | 21 agosto 2023    |         |
| 8   | Il primo 「初めてのひと」 - Hajimete no hito                                       | 28 agosto 2023    |         |
| 9   | Un incontro fortuito con lui? 「"彼"との遭遇?」 - 'Kare' to no sōgū?               | 4 settembre 2023  |         |
| 10  | Il ragazzo seducente 「誘う少年」 - Izanau shōnen                                  | 11 settembre 2023 |         |
| 11  | Lo spirito dell'armonia 「調和の心」 - Chōwa no kokoro                             | 18 settembre 2023 |         |
| 12  | Il Re degli ayakashi, Suzu Kanade 「妖の王・花奏すず」 - Ayakashi no ō Kanade Suzu | 25 settembre 2023 |         |

## Accoglienza
Recensendo i primi due capitoli di Ayakashi Triangle, Shawn Hacaga del periodico online The Fandom Post ritiene che la storia sia «decente» ma «niente di speciale», lodando tuttavia lo stile artistico di Kentarō Yabuki come «bellissimo» e «fantastico». Hacaga ha poi aggiunto che il manga rimane comunque divertente e ha ammesso di esser rimasto sorpreso dal cambio di genere in chiusura al primo capitolo.